# 劉媼
劉 媼（りゅう おん、生没年不詳）は、劉邦（前漢の高祖）の生母。諡号は昭霊皇后。

## 概要
前漢の高祖の生母という重要人物でありながら、姓名は不詳である。『史記索隠』・『史記正義』引皇甫謐などによると、姓は王氏、名は含始というが、これについては顔師古が疑義を述べている。
夫は劉太公。子は劉邦の他に劉伯（名は不詳）、劉喜の2人の息子がいる。
“劉”と“媼”とは、夫・劉太公の呼び名である“太公”が中国における年長者への親しみを込めた呼び名であるのと同様に、「劉家の婆様」「劉家の小母さん」といったようなものであり、“劉媼”が本当に彼女の名前だったのか定かではない。また通常に考えると、同姓の婚姻を忌避する中国の風習から言って、劉邦の母は劉姓以外の姓を持つ他家から嫁いで来たので、当然ながら劉以外の姓であることが自然である。ただし、彼女の本姓は現在のところは不詳である。
『史記』「高祖本紀」及び『漢書』「高帝紀」を総合した記述によれば、劉媼が昼寝している時に彼女の体の上に龍が乗り、その結果生まれたのが劉邦であるという。しかしこのことが、他の歴代の英雄（例として、朱全忠や朱元璋）の出生説話と比較して、描写が妙に生々しいことから、美川修一のように劉媼の身体に乗ったのは龍ではなく、落ち武者か盗賊だったのではないか、劉媼が強姦された結果生まれたのが劉邦だったのではないかという研究者もいるが、詳細は不明である。
史書によると、早くに亡くなったようであり、再婚した劉太公は後妻（姓名不詳）との間に劉交をもうけている。紀元前202年に劉邦が帝位に即くと「昭霊夫人」の称号を、さらに劉邦の没後に呂雉から「昭霊皇后」と昇格された称号をそれぞれ追贈されている。　